# Nick Fury (Universo cinematográfico de Marvel)
Nicholas Joseph Fury, más conocido como Nick Fury, es un personaje ficticio interpretado por Samuel L. Jackson en el Universo cinematográfico de Marvel (MCU), basada en el personaje de Marvel Comics del mismo nombre. Fury es presentado como el director de S.H.I.E.L.D. que crea y promulga la Iniciativa Vengadores en respuesta a la invasión de la Tierra por parte de Loki, un plan que desarrolló previamente después de conocer a Carol Danvers y enterarse de amenazas extraterrestres.
Tras la caída de S.H.I.E.L.D. y su encuentro casi fatal con el Soldado del Invierno, Fury finge su muerte y persigue células de Hydra antes de ayudar a los Vengadores en su batalla contra Ultron. Fury es víctima del Blip y, tras su resurrección, dedica su tiempo a desarrollar la estación espacial de defensa intergaláctica S.A.B.E.R. hasta que lo llaman de regreso a la Tierra en un esfuerzo por frustrar la invasión de un grupo rebelde de Skrulls.
Hasta el año 2023, Fury ha aparecido en 11 películas del MCU, iniciando con su aparición en la escena poscréditos de Iron Man (2008). También aparece en 2 episodios de la serie de televisión Agents of S.H.I.E.L.D (2013–14) y tres episodios de la serie animada What If...? (2021) con diferentes versiones del personajes, con Jackson repitiendo su papel. Regresa como el protagonista de la miniserie Secret Invasion (2023), cuya historia condujo a la película The Marvels (2023), donde Fury también regresó. Previo a la formación del MCU, Marvel Comics incorporó la imagen de Jackson en el diseño reinventado del personaje para The Ultimates.

## Concepto, creación y caracterización
Fury apareció originalmente en los cómics publicados por Marvel Comics. Creado por el escritor/artista Jack Kirby y el escritor Stan Lee, Fury apareció por primera vez en Sgt. Fury and his Howling Commandos N.º 1 (mayo de 1963), una serie de combates de la Segunda Guerra Mundial que presentaba a Fury, que masticaba cigarros, como líder de una unidad de élite del ejército de los EE. UU. En 1998, David Hasselhoff interpretó a Fury en la película para televisión de Fox Nick Fury: Agent of SHIELD, que pretendía ser un piloto de puerta trasera para una posible nueva serie de televisión, que no se materializó. En 2002, Marvel Comics diseñó su versión "Ultimate" del personaje Nick Fury a semejanza de Samuel L. Jackson. Sin embargo, Marvel Studios discutió inicialmente un posible papel cinematográfico con George Clooney, quien lo rechazó después de revisar parte del material fuente del cómic y descubrir que Fury era un personaje demasiado violento. Según el comentario de audio de la película de 2007 Fantastic Four: Rise of the Silver Surfer, el director Tim Story dijo que el guion originalmente contenía a Nick Fury, pero el papel finalmente se convirtió en el del General Hager (interpretado por Andre Braugher), ya que tener a Fury habría obligó a 20th Century Fox a comprar los derechos de ese personaje.
A mediados de la década de 2000, Kevin Feige se dio cuenta de que Marvel aún poseía los derechos de los personajes principales, que incluían a Fury. Feige, un "fanático" autoproclamado, imaginó crear un universo compartido tal como lo habían hecho los creadores Stan Lee y Jack Kirby con sus cómics a principios de la década de 1960. En 2004, David Maisel fue contratado como director de operaciones de Marvel Studios, ya que tenía un plan para que el estudio autofinanciara películas. Marvel entró en una estructura de deuda sin recurso con Merrill Lynch, bajo la cual Marvel obtuvo $525 millones para hacer un máximo de 10 películas basadas en las propiedades de la compañía durante ocho años, garantizadas por ciertos derechos cinematográficos de un total de 10 personajes, incluido Nick Fury.
Luego, a Jackson se le ofreció el papel, inicialmente firmando un contrato de nueve películas con Marvel para interpretar a Nick Fury en el Universo cinematográfico de Marvel. En 2019, Jackson confirmó que, si bien Capitana Marvel marcó el final de su contrato de nueve películas con Marvel, continuaría interpretando a Fury en películas futuras. A partir de entonces, Jackson apareció en un cameo en Avengers: Endgame, y en un papel importante en Spider-Man: Far From Home.
La versión MCU de Nick Fury descartó una serie de detalles de la versión original del cómic. Además de que el personaje original era blanco (un detalle que ya cambió en los cómics antes de que en el MCU se hiciera realidad), el original Nick Fury era un veterano de la Segunda Guerra Mundial que conocía al Capitán América y lideró los Comandos Aulladores, y perdió la vista en su ojo izquierdo durante un ataque con granadas en esa guerra. Tanto en el cómic original como en las versiones de Ultimate Marvel, Fury pudo permanecer activo muchas décadas después de la guerra porque envejeció de manera anormalmente lenta debido a las dosis regulares de Infinity Formula. Un personaje popular durante varias décadas, en 2011, Fury ocupó el puesto 33 en "Top 100 Comic Book Heroes" de IGN, y 32 en su lista de "The Top 50 Avengers". A veces se le ha considerado un antihéroe.

## Apariciones
Fury aparece por primera vez en la escena posterior a los créditos de Iron Man (2008), reuniéndose con Tony Stark en su casa de Malibú para hablar sobre la Iniciativa Vengadores. 
En Iron Man 2 (2010), Fury envía a Natasha Romanoff para que se haga pasar por asistente y evalúe a Stark para ver si vale la pena reclutarlo para la Iniciativa y ayuda a Stark a lidiar con su enfermedad de paladio y la amenaza de Ivan Vanko. Al final, lo contrata como consultor de la Iniciativa.
En la escena posterior a los créditos de Thor (2011), Fury solicita la ayuda del Dr. Erik Selvig para estudiar el Teseracto.
En Capitán América: el primer vengador (2011), Fury saluda a Steve Rogers y le informa que ha despertado 70 años después.
En The Avengers (2012), Fury está presente con Clint Barton cuando Loki llega a la Tierra para tomar el Teseracto para liderar la invasión Chitauri. Después de esto, él, Phil Coulson y Maria Hill deciden activar la Iniciativa. Fury reúne a Romanoff, Rogers, Stark, Bruce Banner, Thor y Barton para formar los Vengadores. Al señalar que hace más en Los Vengadores que en cualquiera de las películas anteriores, Jackson dijo: "No tienes que esperar hasta el final de la película para verme". Sobre el papel, Jackson dijo: "Siempre es bueno interpretar a alguien [que] es positivo en la sociedad en lugar de alguien que es negativo... Traté de hacerlo tan honesto con la historia como con lo que parecería en la vida real". Jackson comparó al personaje con Ordell Robbie en Jackie Brown, llamándolo "un buen tipo con quien pasar el rato". Simplemente no quieres cruzarte con él". Jackson ganó $ 4-6 millones por la película.
En 2013 y 2014, Fury apareció en dos episodios de la serie de televisión del MCU, Agentes de SHIELD, "0-8-4" (2013) y "Beginning of the End" (2014). En "0-8-4", Fury aparece al final para regañar a Coulson por los daños causados a un avión de SHIELD durante una pelea, y expresa sus dudas sobre la lealtad de Skye. En junio de 2013, Jackson expresó su interés en aparecer en el programa como Fury, lo que llevó a su cameo al final de este episodio. El productor ejecutivo Jeph Loeb dijo: "Obviamente, había una serie de lugares en los que pensamos que Nick Fury tendría un gran impacto en el programa, pero cuanto más hablábamos de eso, [más queríamos] tenerlo muy pronto, para que sería como bautizar el programa, legitimarlo a su manera". Fue un desafío para los showrunners mantener el cameo de Jackson como una sorpresa debido a "esta era de tweets y spoilers".
En Captain America: The Winter Soldier (2014), Hydra intenta acabar con la vida de Fury, que se revela que se ha apoderado de S.H.I.E.L.D. Fury finge su muerte y, una vez que el plan de Hydra para controlar el mundo se frustra con la ayuda de Rogers, Romanoff y Sam Wilson, se dirige a Europa del Este para cazar las células Hydra restantes. Con respecto al cuestionable código de ética mostrado por Fury, Jackson dijo: "Casi todo lo que sale de la boca de Nick Fury es una mentira en algún sentido. Tiene que preguntar, ¿también se está mintiendo a sí mismo? Tiene una muy buena idea de lo que está pasando, pero su paranoia le impide creer algo de eso". Jackson agregó: "Ves a Nick Fury, el chico de la oficina, él se ocupa del trabajo diario de SHIELD y la política en lugar de esas otras cosas. Es genial tenerlo tratando con el Capitán América en términos de poder hablar con él soldado a soldado y tratar de explicarle cómo el mundo ha cambiado de otra manera mientras él estaba congelado en el tiempo. Algunas de las personas que solían ser nuestros enemigos ahora son nuestros aliados, él tratando de averiguar, 'Bueno, ¿cómo podemos confiar en esos tipos?' o '¿Cómo confiamos en los tipos en los que no confiabas que no confían en ti?' Y explicándole que el blanco y negro de los buenos y los malos ahora se ha convertido en esta zona gris". McFeely dijo: "Fury representa un obstáculo para Steve de alguna manera. No siempre están de acuerdo en cómo debe usarse SHIELD". Los escritores le dieron a Fury un papel más destacado en The Winter Soldier, ya que dentro de una trama en la que SHIELD está siendo desmantelado, Fury "se llevaría la peor parte". También tenían la intención de representar a un personaje que hasta ahora había sido representado como un hombre seguro de sí mismo y al mando como vulnerable, para mejorar la sensación de peligro en la conspiración de Hydra.
Fury aparece en el final de la primera temporada de Agents of SHIELD, "Beginning of the End", que trata sobre las secuelas de los eventos de Winter Soldier.
En Avengers: Age of Ultron (2015), Fury aparece en la granja de Barton para ayudar y motivar al equipo a formular un plan para evitar que Ultron destruya a la humanidad. Él y otros exagentes de S.H.I.E.L.D. usan un helicóptero que les proporcionó Coulson en la batalla final contra Ultron. Más tarde, ayuda a que las cosas funcionen en el nuevo Complejo de los Vengadores. Jackson describió el papel como un cameo y dijo: "Solo estoy pasando por allí... Porque, es otro de esos 'personas que tienen poderes luchando contra personas que tienen poderes'. Por eso no llegué a Nueva York en Los Vengadores. No hay mucho que pueda hacer excepto disparar un arma".
En la escena posterior a los créditos de Avengers: Infinity War (2018), Fury y Hill discuten la batalla en Wakanda y el estado actual de Stark. Cuando Fury comienza a desintegrarse producto del Blip, usa un buscapersonas modificado para enviar una señal de socorro.
En Capitana Marvel (2019), ambientada en 1995, aparece un Fury más joven y sigue siendo un burócrata de bajo nivel. Fury aparece sin su característico parche en el ojo. Feige explicó que Danvers es el primer superhéroe con el que se encuentra Fury, lo que lo encamina hacia su papel de trabajar con héroes en películas posteriores del UCM. Jackson describió a Fury en este punto como un jockey de escritorio, que aún no se ha vuelto cínico con la burocracia y que aprende en la película que hay seres con superpoderes que podrían ayudar a SHIELD. Hacia el final, Fury pierde la vista en su ojo izquierdo después de ser rayado por el Flerken / gato Goose, y se inspira para crear la Iniciativa Vengadores por el ejemplo de Danvers, nombrando el protocolo con su antiguo indicativo. Jackson agregó que confiar en Danvers juega un papel clave en su desarrollo, ya que se convierten en "compatriotas" a lo largo de la película. Jackson fue envejecido digitalmente por 25 años, la primera vez que Marvel ha hecho esto para una película completa.
En Avengers: Endgame (2019), Fury vuelve a la vida. Asiste al funeral de Stark y se reúne con Danvers.
En la escena posterior a los créditos de Spider-Man: lejos de casa (2019), Fury se va de vacaciones al espacio en una nave espacial Skrull, después de haber reclutado a Talos y Soren para reemplazarlo a él y a Hill y darle las gafas de Stark a Peter Parker.
En agosto de 2020, el actor Jeff Ward reveló que el escritor de la serie Agents of SHIELD, DJ Doyle, había presentado una escena posterior a los créditos para el final de la serie que no se filmó, que presentaba al personaje de Ward, Deke Shaw, sentado en una oficina de SHIELD en la línea de tiempo alternativa, termina la serie atrapado, sirviendo como director de la organización y con un parche en el ojo. Ward agregó que, dado que no estaba claro si Nick Fury todavía estaba vivo en la línea de tiempo alternativa, Deke lo habría usado porque se sentía como "una cosa poderosa y genial", y Deke finalmente sirvió como una adaptación parcial de la versión original del personaje. 
Jackson ha interpretado al personaje en dos productos de videojuegos. Jackson repitió su papel de Fury en la adaptación del videojuego de 2010 de Iron Man 2, y nuevamente en el videojuego de 2014 Disney Infinity: Marvel Super Heroes y su secuela de 2015, Disney Infinity 3.0.
Jackson repitió su papel de voz como Fury en la serie animada de Disney+ What If... ?.
Fury regresará en la serie de Disney+ Secret Invasion y en la película The Marvels (ambas de 2023).

## Biografía del personaje ficticio

### Primeros desarrollos
Nicholas Joseph Fury nació en Huntsville, Alabama, el 7 de abril de 1950. Se unió al ejército de los Estados Unidos después de graduarse de la escuela secundaria, y finalmente se convirtió en coronel. Más tarde dejó el ejército para unirse a la Agencia Central de Inteligencia, donde sirvió como espía durante la Guerra Fría. Finalmente fue reclutado por la agencia de espionaje encubierta S.H.I.E.L.D.
En 1995, Vers, miembro de Starforce, la fuerza estelar Kree, aterriza en Los Ángeles, lo que atrae a él y su compañero agente Phil Coulson para investigar. En un ataque posterior de un grupo de Skrulls, Fury mata a un Skrull que se hace pasar por Coulson. El comandante Skrull, Talos, disfrazado como el jefe de Fury, Keller, le ordena a Fury que trabaje con Vers y la vigile. Vers, que escapa de la captura de Skrull, usa los recuerdos que han extraído para llevar a Fury a la instalación del Proyecto Pegasus en una base de la Fuerza Aérea de EE. UU. Descubren que Vers era Carol Danvers, una piloto que se presume murió en 1989 mientras probaba un motor a reacción experimental diseñado por la Dra. Wendy Lawson, a quien Vers reconoce como la mujer de sus pesadillas recurrentes. Después de que Fury informa a S.H.I.E.L.D. de su ubicación, llega un equipo liderado por Talos disfrazado de Keller. Fury descubre la artimaña de Talos y ayuda a Vers a escapar en un quadjet con Goose, el gato polizón de Lawson. Vuelan a Luisiana para encontrarse con la expiloto Maria Rambeau, la última persona que vio a Vers y Lawson con vida. Más tarde, Danvers, Talos, Fury y Rambeau ubican el laboratorio oculto de Lawson en órbita alrededor de la Tierra, donde Lawson escondió a varios Skrull, incluida la familia de Talos, y el Teseracto, la fuente de energía del motor de Lawson. Danvers es capturada por la Starforce, y en la batalla posterior, Fury recupera a Goose, quien se revela como un alienígena Flerken. Goose se traga el Teseracto y rasguña la cara de Fury, cegándole el ojo izquierdo. Danvers parte para ayudar a los Skrull a encontrar un nuevo mundo natal, dejando a Fury un buscapersonas modificado para contactarla en caso de emergencia. Mientras tanto, Fury redacta una iniciativa para localizar héroes como Danvers, nombrándola en honor a su distintivo de llamada de la Fuerza Aérea, "Avenger".
En 1997, Fury se reúne nuevamente con los Skrull después de que no pueden encontrar un hogar. Él y Talos celebran una reunión con la esposa de Talos, Soren, su hija y otros refugiados Skrull, incluido un joven llamado Gravik. Él les dice que él y Danvers cumplirán su promesa de encontrarles un hogar si ayudan a proteger la Tierra mientras tanto.
En 1998, Fury va a la ciudad de Nueva York y se encuentra con la Skrull Varra en un restaurante, donde revela información ultrasecreta. Con el tiempo, ambos forman una relación amorosa.
Más tarde, Fury se convirtió en subjefe de la estación de SHIELD en Bogotá, donde "demostró su temple de liderazgo" al diseñar el rescate de los rehenes capturados por los rebeldes colombianos en la embajada del país, incluida la hija del entonces director de SHIELD, Alexander Pierce, lo que llevó a Pierce a hacerlo a él director de SHIELD, mientras que Pierce se unió al Consejo de Seguridad Mundial.

### Reuniendo a los Vengadores
En 2010, Fury, después de ver su revelación como Iron Man, visita a Tony Stark en su casa de Malibú y lo recluta para la "Iniciativa Vengadores".
Seis meses después, en 2011, Fury se acerca a un errático Stark en Randy's Donuts, revelando que la nueva asistente recientemente contratada por él, "Natalie Rushman", es la agente de S.H.I.E.L.D. Natasha Romanoff y que su padre, Howard, era un fundador de S.H.I.E.L.D. a quien Fury conocía personalmente. Fury explica que el padre de Ivan Vanko, Anton, y Howard inventaron juntos el reactor arc, pero cuando Anton trató de venderlo, Howard lo deportó. Fury le da a Stark parte del material antiguo de su padre, lo que le permite a Stark sintetizar un nuevo elemento para su reactor arc que termina con su dependencia del paladio. Más tarde, Fury le informa a Stark que debido a su personalidad difícil, SHIELD tiene la intención de usarlo solo como consultor.
Poco antes de la Batalla de Nueva York en 2012, Fury recluta al Dr. Erik Selvig para estudiar el Teseracto. En la ciudad de Nueva York, supervisa la reintroducción de Steve Rogers en la sociedad después de estar congelado por casi 70 años. Fury está presente con su colega y amiga Maria Hill en las instalaciones de SHIELD cuando Loki, un príncipe de Asgard llega para robar el Teseracto y tomar el control del agente Clint Barton y Selvig. Fury llama a Romanoff, Stark, Rogers y Bruce Banner para luchar contra Loki. Más tarde, Fury usa la muerte de Coulson para motivar a los Vengadores, que ahora incluye a Thor, el hermano de Loki, a trabajar en equipo, lo que los lleva a enfrentarse a Loki y al ejército invasor Chitauri en la ciudad de Nueva York. Cuando el Consejo Mundial de Seguridad autoriza el bombardeo nuclear de la ciudad para derrotar la invasión, Fury usa un lanzacohetes para derribar uno de los dos jets que se lanzan para esa misión, pero es demasiado tarde para detener el segundo, que dispara un misil que es interceptado por Stark.
Después de la derrota de Loki, Fury autoriza el uso de tecnología alienígena para resucitar a Coulson de la muerte y, en respuesta a la invasión, convence al Consejo de que el mundo necesita "un aumento cuántico en el análisis de amenazas".

### Luchando contra Hydra y Ultrón
En 2014, Fury entrena a Rogers para que sea un agente de SHIELD y le presenta el Projecto Insight: tres Helicarriers de SHIELD armados con cañones guiados por satélite espía, diseñados para eliminar amenazas de manera preventiva. Los Helicarriers son capaces de realizar vuelos suborbitales continuos, debido a los nuevos motores Repulsor propuestos por Stark, sus armas pueden matar 1,000 objetivos por minuto y los satélites, lanzados desde el Lemurian Star, una nave de SHIELD, pueden leer el ADN de un objetivo en cualquier parte del mundo. Sin embargo, cuando el proyecto está a unas semanas de completarse, Fury comienza a sospechar de Insight. Contrata a un mercenario argelino, Georges Batroc, para secuestrar el Star como tapadera y permitir que Romanoff suba al barco con Rogers para recuperar datos sobre Insight. Aunque Romanoff tiene éxito, Fury no puede descifrar los datos, lo que aumenta sus sospechas y lo obliga a convencer a Pierce de que retrase el proyecto. Poco después, Hydra intenta acabar con la vida de Fury, que se revela que se ha apoderado de SHIELD. Tras salir de milagro, llega a la casa de Rogers y le informa sobre la situación. Aparentemente, Fury es asesinado por su asesino más peligroso, el Soldado de Invierno, pero se revela que fingió su muerte usando tetrodotoxina B, una droga. diseñado por Banner que era capaz de ralentizar el corazón a 1 latido por minuto. Rogers, Sam Wilson y Romanoff son llevados por Hill para verlo con vida y en un búnker escondido. Después de que se revela que Pierce está trabajando para Hydra, Fury reaparece para anular el control de Hydra de los sistemas informáticos de SHIELD, lo que obliga a Pierce a desbloquear la base de datos de SHIELD para que Romanoff pueda filtrar información clasificada, exponiendo a Hydra al público. Fury revela que aunque Pierce había eliminado el escaneo de retina de Fury del sistema, Fury tenía un escaneo de respaldo de su otro ojo destruido. Luego les dice a Rogers, Wilson y Romanoff que se esconderá en Europa para cazar más células de Hydra.
Una vez que se frustra el plan de Hydra para controlar el mundo, Fury aparece para ayudar a los agentes de SHIELD después de esos eventos, rescatando a los agentes Leo Fitz y Jemma Simmons de ahogarse en el océano y proporcionando al agente Coulson el arma Destructor para eliminar a los soldados enemigos, antes se enfrentan a John Garrett y Deathlok. Posteriormente, Coulson vaporiza a Garrett y critica a Fury por usar GH325 para revivirlo. Fury responde que valora a Coulson tanto como a cualquier Vengador, porque representa el corazón y el centro moral de SHIELD, y declara a Coulson como el nuevo director de SHIELD, le asigna la tarea de reconstruir la organización desde cero y lo equipa con una 'caja de herramientas' que contiene datos útiles.
En 2015, Fury llega a la casa de Barton para ayudar y motivar a Stark, Rogers, Romanoff, Banner y Barton a formular un plan para detener a Ultrón. Él, Hill y otros exagentes de SHIELD y James Rhodes usan el helicarrier original para ayudar a los Vengadores en Sokovia durante la batalla final contra Ultrón. Posteriormente, supervisa la transición de los Vengadores al nuevo Complejo del equipo.
Posteriormente, Coulson le revela a González y su junta que él y Fury habían descubierto que el helicóptero original sobrevivió al ataque de HYDRA y lo repararon como un dispositivo de seguridad en caso de emergencia.

### Consecuencias de la guerra del infinito
En 2018, Fury y Hill viajan a Atlanta discutiendo el paradero de los Vengadores cuando Hill se desintegra repentinamente debido al Blip, lo que lleva a Fury a usar su localizador para convocar a Danvers, antes de que él también se desintegre.
En 2023, Fury resucita y asiste al funeral de Stark, reuniéndose con Danvers. Fury encarga a un grupo de Skrulls la recolección de muestras de ADN de la Batalla de la Tierra. El es encargado por el gobierno de Estados Unidos de liderar S.A.B.E.R., una organización dedicada a proteger la Tierra de amenazas extraterrestres, y dirigir la estación espacial.Después, él designa a Talos y Soren para que se hagan pasar por él y Hill.
En 2024, Fury es informado por Talos a través de una llamada telefónica que Peter Parker recibió las gafas de Tony Stark. Luego, Talos le pidió a Fury que regresara a la Tierra, ya que la gente comenzaba a preguntar qué pasó con los Vengadores. Todavía en el espacio, Fury desconecta la llamada.

### Invasión Skrull
En 2026, Hill llama a Fury para que regrese a la Tierra debido a una invasión de Skrull rebeldes que, desilusionados por no cumplir su promesa, actúan para sembrar el caos. Hill lo recoge y lo lleva a una casa segura en Rusia, donde se reúne con Talos. Se actualiza sobre la amenaza y sale a caminar, en el que es capturado por agentes del MI6 y llevado a la residencia de Sonya Falsworth. Ella le informa que no está listo para la pelea y que no se asociará con él. Fury coloca un micrófono en su oficina y regresa a la casa segura, donde él, Hill y Talos obtienen más información. Se enteran de un ataque planeado en el Día de la Unidad en Moscú y se infiltran para detener los bombardeos, solo para ser engañados por Gravik, quien se transforma en él y mata a Hill.
Talos se lleva a Fury del lugar y toman un tren a Varsovia, Polonia. Fury descubre que Talos convocó al millón de Skrulls restantes a la Tierra, lo cual lo frustra y lo despide. El viaja a Londres y llama a Rhodes para reunirse con él. Sin que Fury lo sepa, Rhodes ha sido secuestrado por Gravik y reemplazado por una agente Skrull llamada Raava. Ellos se reúnen en una taberna y Fury se defiende por haber estado en el lugar del ataque y le cuenta a Raava sobre la invasión Skrull. Raava, interpretando a "Rhodes", se niega a creerle después de que Fury se niega a llamar a los Vengadores en busca de ayuda y lo despide. Fury se marcha, encuentra su vehículo oculto y se reúne con su esposa Varra en su casa.
Fury le pregunta si ha tenido algún contacto con Gravik, pero ella se niega a responder. En cambio, le pide disculpas por haberla abandonado tras su regreso en el Blip. Fury sale de la casa y busca a Talos, pidiéndole ayuda de nuevo. G'iah les informa que Gravik ha hecho que algunos de sus hombres se infiltren en un submarino de la Marina Real Británica con la intención de disparar un misil contra un avión que transportaba a una delegación de las Naciones Unidas. Tras obtener la identidad y la ubicación del comandante del submarino de Falsworth, Fury y Talos logran infiltrarse en la residencia del comandante, eliminan al skrull que se hace pasar por él y logran detener el ataque con misiles con la ayuda de G'iah.
Gracias a un micrófono oculto en el teléfono de Varra, Fury descubre que "Rhodes" es un Skrull y escucha a escondidas cómo Raava le da órdenes a Varra de matar a Fury o morir ella misma. El se sienta con Varra y reconoce su error al descuidar sus responsabilidades como esposo de Varra. Tras citarse el "Fragmento Final" de Raymond Carver, ambos disparan a la pared que está detrás del otro, antes de que Fury se marche. Reuniéndose con Talos, Fury se infiltra en la suite de hotel de Raava y la engaña para que beba una botella de bourbon caro que contiene un rastreador líquido. Esto permite a Fury y Talos seguirla y se topan con Gravik y sus hombres, quienes están llevando a cabo un ataque contra la comitiva del presidente Ritson. Fury y Talos detienen el ataque y rescatan a Ritson, pero Pagon dispara a Talos en el hombro y Gravik lo apuñala hasta la muerte.
Fury lleva a Ritson a un hospital y confronta a Raava, quien revela haber filtrado imágenes de la muerte de Hill, lo que lo coloca en una lista de vigilancia global. Fury se reúne más tarde con G'iah, quien revela que Gravik busca la "Cosecha". Gravik llama a Fury y le ofrece cancelar un ataque aéreo planeado contra Nuevo Skrullos si le trae la "Cosecha" en persona. En Finlandia, Fury lleva a Falsworth a una tumba marcada con su nombre que contiene la "Cosecha": una colección de ADN de los superhéroes que lucharon durante la Batalla de la Tierra. Fury le entrega la Cosecha a G'iah, quien asume la apariencia de Fury para confrontar y matar a Gravik y vengar la muerte de sus padres, junto con la de Maria Hill. Mientras tanto, Fury y Falsworth se infiltran en el hospital de Ritson y matan a Raava delante de él, animándolo a cancelar el ataque. Tras la invasión, Ritson declara a todos los extraterrestres de la Tierra "combatientes enemigos", lo que fomenta una ola de vigilantismo contra personas sospechosas de ser Skrulls. Tras reprender a Ritson, Fury le pide a Varra que lo acompañe a S.A.B.E.R. para negociar una cumbre de paz con los Kree. Ella acepta y abandonan la Tierra juntos.

### Conociendo a Kamala Khan
Algún tiempo después, Fury se entera de una anomalía en el punto de salto cerca de la estación espacial y se pone en contacto con Danvers, mientras envía a Monica Rambeau, a quien había reclutado después de su participación en la Anomalía de Westview, para investigarla. Sin embargo, Rambeau es reemplazada por Kamala Khan, quien se presenta ante un Fury confundido.
Fury luego recibe información sobre Khan y se reúne con Rambeau después de que ella regresa a la estación. Mientras parten en un ascensor espacial hacia la Tierra, Fury se encuentra con Danvers, quien es intercambiado con Rambeau, junto con Khan y algunos soldados Kree. Fury se encuentra con Rambeau nuevamente después de que ella es intercambiada y llegan a la residencia de Khan en Jersey City, Nueva Jersey, donde Fury se reúne con Goose. Hablan con Khan, pero cuando ella intenta demostrar sus poderes, es intercambiada con Danvers. Después de que Danvers se va volando, Fury le pide a Rambeau que salve a Khan de caer al cielo.
Fury lleva a Goose, la madre de Khan, Muneeba, el padre Yusuf y el hermano Aamir a la estación espacial. Cuando la estación se desestabiliza debido a las anomalías del punto de salto creadas por Dar-Benn, Fury ve que Goose ha dado a luz a gatitos Flerken y los usa para evacuar de manera segura a los agentes de S.A.B.E.R. Él, Goose y los Khans evacúan en una cápsula de escape, pero son atacados por el punto de salto inestable de Dar-Benn y aterrizan de emergencia en la ciudad de Nueva York. Poco después, Khan los recibe en la nave de Danvers, quien les informa que Rambeau quedó atrapada en otro universo. Fury luego regresa a la estación espacial con los agentes desconsolados por la desaparición de Rambeau.

## Versiones alternativas
Varias versiones alternativas de Nick Fury aparecen en la serie animada What If...?, con Jackson retomando su papel.

### Conociendo a la Capitana Carter
En un 2012 alternativo, Fury y Barton se encuentran con la Capitana Carter después de que ella llega a través de un portal abierto por el Teseracto.
En 2014, Fury envió a Carter y Romanoff en una misión para rescatar la nave secuestrada de S.H.I.E.L.D., Lemurian Star, donde Carter luego descubrió a Rogers preservado en la armadura Hydra Stomper, pero con el cerebro lavado por los agentes de la Habitación Roja.

### Muerte de los Vengadores
En un 2010 alternativo, Fury es testigo de la muerte de Stark, Barton, Thor y Romanoff durante su campaña de reclutamiento para la Iniciativa Vengadores. Finalmente deduce que sus asesinatos fueron instigados por Hank Pym y se alía temporalmente con Loki para confrontarlo en San Francisco. Después de que Pym es derrotado, Loki subyuga rápidamente el planeta y se convierte en su gobernante, lo que lleva a Fury a convocar a Danvers y despertar a Rogers.
Algún tiempo después, Fury lidera un movimiento de resistencia contra Loki y su ejército con un nuevo equipo de Vengadores compuesto por Rogers y Danvers. Mientras luchan en el Helicarrier, Fury observa cómo aparece una Romanoff de otro universo y somete a Loki con su Cetro. A pesar de reconocer que ella no es la Romanoff que él conoce, Fury la elogia por compartir el mismo espíritu y la recluta para los Vengadores.

### Deteniendo la fiesta de Thor y persiguiendo al bebé de Darcy y Howard
En una línea de tiempo alternativa, Fury va a Las Vegas para confrontar a Thor con respecto a su fiesta intergaláctica fuera de control, pero Korg lo deja inconsciente accidentalmente durante una de sus balas de cañón y cae en coma, lo que obliga a Maria Hill a asumir el cargo de directora interina de S.H.I.E.L.D.
Años después, Darcy Lewis y Howard el pato se ponen en contacto con Fury para pedirle ayuda para recuperar su huevo. El les dice que debido a que el niño nació durante la Convergencia Cósmica, muchos lo quieren. El le dice a Phil Coulson en privado que irán a Knowhere. Él y Coulson llegan a Knowhere e interrumpen el plan fanático de Kaecilius, diciéndoles a Lewis y Howard que su hijo debe estar bajo el cuidado de S.H.I.E.L.D. Fury, Coulson y los agentes Skrull van a Jötunheim, donde Lewis y Howard se habían refugiado con Loki. Después de que el huevo ha eclosionado, Fury decide abandonar la idea de llevarse al bebé y regresa a la Tierra.

### 1602
En un año 1602 alternativo, Fury y la Bruja Escarlata conocen a la Capitana Peggy Carter después de que la Bruja Escarlata la transportara a su universo.
Semanas después, Fury está con la Reina Hela y el Príncipe Thor para escuchar la actuación de Loki, cuando se abre una grieta en el universo debido a la inminente incursión. Después de que Hela es arrastrada, él y Happy Hogan reconocen a Thor como el nuevo Rey. Posteriormente, Fury tiene una reunión con la Bruja Escarlata, Thor y Hogan sobre la incursión. Más tarde, Fury está presente en la sala del tribunal cuando Carter, Steve Rogers, Bucky Barnes y Scott Lang llegan para tomar el Cetro de Thor. Una vez que el dispositivo de Tony Stark está listo y la Bruja Escarlata da la señal, Fury patea a Thor y toma el Cetro, dándoselo a Stark, quien coloca la Gema del Tiempo en el dispositivo. Revela que Rogers es la persona desplazada en el tiempo que desencadena la incursión y una vez que Carter lo envía a casa, Fury y los demás son enviados de regreso a sus universos.

## Recepción

### Respuesta crítica
En una crítica generalmente positiva de Los Vengadores, la crítica de Associated Press Christy Lemire escribió que "[e]l sensato Nick Fury (Samuel L. Jackson), el jefe de SHIELD, al que se le había confiado la seguridad de [el Teseracto] — entra en acción para volver a adquirirlo reuniendo un equipo de ensueño de superhéroes y otros tipos malos con habilidades especializadas". Reseñando The Winter Soldier, Todd McCarthy de The Hollywood Reporter dijo que "desde un punto de vista dramático, el mayor interés recae en Jackson y Redford, dos grandes veteranos cuya presencia da peso a los procedimientos fantásticos y cuyos personajes toman algunos giros y vueltas interesantes. antes de que todo termine". Chris E. Hayne de GameSpot clasificó a Fury en el puesto 19 en su lista de "38 superhéroes del Universo Cinematográfico de Marvel" y escribió: "No hay Vengadores sin Nick Fury. El exdirector de SHIELD inició la iniciativa Avenger y en este momento sabemos que está en el espacio en alguna parte, esperando el cambio para regresar a la Tierra".
Se notó que Fury "faltaba en gran medida en la Fase Tres del Universo Cinematográfico de Marvel", y tanto Jackson como los fanáticos de la franquicia estaban "desanimados porque Fury se quedó fuera de Civil War y Black Panther", aunque más tarde tuvo un papel importante en Capitana Marvel. Escribiendo para Variety, Owen Gleiberman dijo de la última película que el "Samuel L. Jackson envejecido digitalmente" en Capitana Marvel "recibió un favor sorprendente por el engaño visual". Parece diferente de lo habitual, más ligero y alegre".
Al propio Jackson le gusta interpretar al personaje. Después de recibir un Oscar honorífico en 2021, comentó en una entrevista con Los Angeles Times que prefiere el papel a los que describió como “películas que persiguen estatuas”.